# Casa Mariel
Casa Mariel (o Can Guix) és una casa d'estil neoclàssic del municipi del Masnou (Maresme) protegida com a bé cultural d'interès local.

## Descripció
Edifici aïllat als quatre vents de planta quadrada i envoltat de jardí. Consta de planta baixa, planta pis i golfes. La coberta té forma de mansarda recoberta de pissarra, de manera que fa l'efecte que es tracta d'una teulada a quatre vessants.
La composició de totes les façanes és simètrica. A la façana principal, orientada a migdia, la porta d'accés és precedida per un porxo amb tres arcs de mig punt que fa de terrassa a la planta pis amb barana de balustrades. Les obertures de la planta pis tenen un emmarcament que consisteix amb un ampit sobresortint, pilastres i un frontó triangular. Estan protegides per persianes de llibret de fusta, tret d'una finestra de la planta baixa que és d'alumini. Una tanca d'obra amb reixa de ferro de línies sinuoses delimita l'espai enjardinat del pla de carrer.